# Полтавська слов'янська семінарія
Полтавська слов'янська семінарія (ПСС) — заснована 1776 з ініціативи архієпископа Слов'янського і Херсонського Євгенія (Булгаріса) при Полтавському Хрестовоздвиженському монастирі як школа півчих. За дорученням архієпископа Феоктист (Мочульський) відібрав для школи 10 хлопчиків, які вміли читати й писати. У школі вони вивчали латинську та ще одну з європейських мов, катехізис, арифметику, географію, історію. Першим учителем і доглядачем був студент, імовірно, Київської духовної академії, Василь Бистрицький. Навчали у школі також канцелярист Григорій Богуновський та колишній учитель Крутицької духовної семінарії Новгородської єпархії Петро Станіславський.
Першим куратором був почесний громадянин Полтави, бунчуковий товариш П. Ф. Паскевич. Незабаром на базі школи півчих було вирішено створити слов'янську семінарію. Одним із безпосередніх помічників Євгенія (Булгаріса) у справі її відкриття став полтавський протопоп Йоаким Яновський, який подав архієпископу відповідне «донесення» та, імовірно, за його дорученням розробив т. з. «Мнение» про структуру навчального закладу та зміст навчання.
Під навчальний заклад колишній гетьман Лівобережної України, граф К. Г. Розумовський 1788 року подарував будинок біля Спаської церкви.
Указом 27.11/08.12.1778 школа півчих була реорганізована в духовне училище, а 1780 офіційно (фактично раніше) на його базі відкрито ПСС.
До неї приймали хлопчиків 6–14 років, незалежно від їх громадського стану, причому на зібрані пожертвування спершу прийняли на утримання 7 сиріт. На посаду інспектора-доглядача і першого ректора семінарії Євгеній (Булгаріс) запросив свого земляка Никифора (Феотокі).
Курс навчання був розрахований на 10 років. Першими були відкриті класи:
латинської риторики, грецької, французької, німецької мов, математики і малювання.
Першими вчителями цих предметів були: грецької мови — ключар собору і настоятель Преображенської церкви м. Полтава Іоанн Світайло, французької — Петер-Антон, німецької і математики — викликаний із Лейпціга проф. Шалль, малювання — відставний поручик фон Роткірх.
1783 відкрито філософський клас, де викладав Гавриїл Банулеско (Бодоні), у 1798—1798 — ректор.
З кінця 1786, після перейменування єпархії, ПСС офіційно стала називатися Катеринославською, але як і раніше, залишалася у Полтаві. 1798 семінарію переведено до м. Новомиргород Херсонської губ., 1803 — до м. Катеринослав (зараз м. Дніпро).
Високоосвічені ректори і викладачі, їхні багаті приватні б-ки, передова методика навчання давали можливість семінаристам набути глибокі і різнобічні знання. Крім жителів Полтавщини, в ПСС навчалися вихідці з ін. українських земель, а також росіяни і діти грецьких емігрантів. ПСС закінчили:
- основоположник нової української л-ри І. П. Котляревський,
- український письменник В. П. Гоголь-Яновський (батько М. В. Гоголя),
- поет та перекладач М. І. Гнідич,
- грецький учений і педагог Афанасіос (Псалідас)[en],
- перекладач, керуючий справами Міністерства освіти Росії І. І. Мартинов,
- професор С.-Петербурзької медико-хірургічної академії С. Ф. Гаєвський.